# Port-Valais
Port-Valais és un municipi del cantó suís del Valais, situat al districte de Monthey.